# شيفروليه كودياك
شيفروليه كودياك (بالإنجليزية: Chevrolet Kodiak)‏ هي سيارة شاحنة نقل من صناعة جنرال موتورز أنتجت في 1980 وتوقف إنتاجها في 2009.